# Honoré Jean Riouffe
Honoré Jean Riouffe, né le 1er avril 1764 à Rouen et mort le 30 novembre 1813 à Nancy, est un homme politique français.

## Sous la Révolution
Né dans une famille originaire du Languedoc, il perd son père, chirurgien, de bonne heure. Il devient avocat et, porté vers la littérature, compose quelques poèmes dont l'un avait trait au centenaire de Corneille.
Il adopte les idées de la Révolution française et se lie d'amitié avec les Girondins. Il fait présenter le 11 octobre 1792, sur le théâtre de la Nation une pièce politique en collaboration avec Dugazon.
Il suivit les Girondins à Caen, puis à Bordeaux, après leur proscription en 1793. Il est arrêté le 4 octobre 1793 sur ordre de Tallien et est emprisonné. Ramené à Paris et enfermé à la Conciergerie, il est libéré après le 9 thermidor an II. Il fait paraître une relation de son incarcération, Mémoires d'un détenu, qui connaît un grand succès.
Seule la charité que Germaine de Staël lui accorde lui permet alors de vivre. Il s'attache à Napoléon Bonaparte, de retour d'Égypte.

## Sous le Consulat et le Premier Empire
Bonaparte le nomme membre du Tribunat le 25 décembre 1799 (4 nivôse an VIII) ; il en devient secrétaire puis président. 
Chevalier de la Légion d'honneur le 25 novembre 1803 (4 frimaire an XII), il est nommé le 8 février 1804 (19 pluviôse an XII) préfet de la Côte-d'Or. Il quitte brusquement ce poste au bout de peu de temps. Malgré cela, Napoléon le nomme préfet de la Vienne (1807), mais il préfère décliner l'offre pour raison de santé. Le 29 octobre 1808, il devient préfet de la Meurthe.
Il est fait baron de l'Empire le 9 mars 1810 (lettres patentes du 25 mars 1810).
Visitant les hôpitaux de Nancy où s'entassent les malades depuis la Campagne de Russie (1812), il contracte le typhus qui l'emporte le 30 novembre 1813.
Il fut membre de l'Académie de Stanislas.

## Source
- « Riouffe », Jean Tulard, Jean-François Fayard et Alfred Fierro, Histoire et dictionnaire de la Révolution française. 1789–1799, Paris, éd. Robert Laffont, coll. « Bouquins », 1987, 1998 [détail des éditions] (ISBN 978-2-221-08850-0), p. 1068 ;
- « Honoré Jean Riouffe », dans Adolphe Robert et Gaston Cougny, Dictionnaire des parlementaires français, Edgar Bourloton, 1889-1891 [détail de l’édition].